# TT318
TT318 (Theban Tomb 318) è la sigla che identifica una delle Tombe dei Nobili ubicate nell'area della cosiddetta Necropoli Tebana, sulla sponda occidentale del Nilo dinanzi alla città di Luxor, in Egitto. Destinata a sepolture di nobili e funzionari connessi alle case regnanti, specie del Nuovo Regno, l'area venne sfruttata, come necropoli, fin dall'Antico Regno e, successivamente, sino al periodo Saitico (con la XXVI dinastia) e Tolemaico.

## Titolare
TT318 era la tomba di:
| Titolare | Titolo                              | Necropoli           | Dinastia/Periodo                             | Note |
| -------- | ----------------------------------- | ------------------- | -------------------------------------------- | ---- |
| Amenmose | Scalpellino della necropoli di Amon | Sheikh Abd el-Qurna | XVIII dinastia (Hatshepsut ? - Thutmosi III) |      |

## Biografia
Uniche notizie biografiche ricavabili il nome della moglie, Henut, e del figlio Akh

## La tomba
TT318 si sviluppa planimetricamente secondo lo schema a "T" rovesciata tipica delle sepolture del periodo. Ad un corridoio di accesso segue una sala trasversale; sulle pareti: scene (1-2 in planimetria) di offertorio con il defunto e la moglie che adorano Osiride e la Dea dell'Occidente (Hathor); una coppia (non identificata) è seduta in un registro più basso; poco oltre (3) portatori di offerte. Su altra parete (4), in cinque registri sovrapposti, scene di lavori agricoli in presenza del defunto e di contabilità del grano e della raccolta del lino. Sul lato corto della sala (5), in due registri, scene di preparazione della birra e di macellazione con una fanciulla che offre da bere al defunto; nel registro più basso portatori di offerte; poco oltre (6) su tre registri il defunto pratica la pesca e l'uccellagione, scene di preparazione degli uccelli cacciati e di vendemmia. Un breve corridoio, sulle cui pareti (7) sono riportate scene del defunto e della moglie che adorano Anubi e la Dea dell'Occidente, e testi di offertorio, immette in una sala rettangolare; sulle pareti: in tre registri scene di banchetto (8) con musicisti, tra cui una suonatrice di lira e una di flauto doppio, e, nel registro basso, portatori di offerte. Sulla parete opposta (9) il figlio Akh in offertorio dinanzi al defunto e alla madre seduti, nonché scene di banchetto. Sul fondo della sala (10) quattro statue: Ipu, operaio della necropoli, sotto il cui sedile è dipinto un cane, e la moglie Amesha, nonché il defunto e la moglie.

### Annotazioni
1. ↑  La numerazione dei locali e delle pareti segue quella di Porter e Moss 1927, p. 382.
2. ↑  La prima numerazione delle tombe, dalla numero 1 alla 252, risale al 1913 con l'edizione del "Topographical Catalogue of the Private Tombs of Thebes" di Alan Gardiner e Arthur Weigall. Le tombe erano numerate in ordine di scoperta e non geografico; ugualmente in ordine cronologico di scoperta sono le tombe dalla 253 in poi.
3. ↑  I campi della Duat, ovvero l'aldilà egizio, si trovavano, secondo le credenze, proprio sulla riva occidentale del grande fiume.
4. ↑  Nella sua epoca di utilizzo, l'area era nota come "Quella di fronte al suo Signore" (con riferimento alla riva orientale, dove si trovavano le strutture dei Palazzi di residenza dei re e i templi dei principali dei) o, più semplicemente, "Occidente di Tebe".
5. ↑  le Tombe dei Nobili, benché raggruppate in un'unica area, sono di fatto distribuite su più necropoli distinte.
6. ↑  Le note, sovente di inquadramento topografico della tomba, sono tratte, fino alla TT252, dal "Topographical Catalogue" di Gardiner e Weigall, ed. 1913 e fanno perciò riferimento alla situazione dell'epoca.
7. ↑  Non è dato di sapere quale rapporto legasse Amenmose ai due e il motivo di una tale rappresentazione nel luogo più importante della tomba; è verosimile, benché non sicuro, che i due fossero i genitori del titolare.

### Fonti
1. ↑  Gardiner e Weigall 1913.
2. ↑  Donadoni 1999,  p. 115.
3. 1 2  Porter e Moss 1927, p. 391.
4. ↑  Porter e Moss 1927,  p. 391.